# كلود ريتشاردسون
كلود ريتشاردسون هو محامي وسياسي كندي، ولد في 11 يونيو 1900 في سيدني ‏ في كندا، وتوفي في 22 فبراير 1969. نشط حزبياً في الحزب الليبرالي الكندي. وقد انتخب عضو مجلس العموم الكندي.